# 佐都ヶ岩屋古墳
佐都ヶ岩屋古墳（さどがいわやこふん）または平沢1号墳（ひらさわいちごうふん）は、茨城県つくば市平沢にある古墳。形状は方墳。平沢古墳群を構成する古墳の1つ。つくば市指定史跡に指定されている。

## 概要
茨城県南西部、筑波山南麓の桜川支流の八幡川に面した、平沢山の頂上部付近の南斜面（標高145メートル）に築造された古墳である。一帯には平沢古墳群が分布し、かつては「三十六岩屋」というほど多数の古墳があったとされるが、現在は4基のみが遺存し、本古墳はそのうち最大規模になる。1976-1978年（昭和51-53年）に墳丘測量・石室実測調査が実施されている。
墳形は方形（長方形）で、南北25メートル・東西35メートルを測る。埋葬施設は横穴式石室で、南方向に開口する。後室（玄室）・前室・羨道からなる複室構造で、T字形の平面形をなす特異な形状の石室になる。副葬品は詳らかでない。
築造時期は、古墳時代終末期の7世紀中葉-後半頃と推定される。当該時期の筑波山南麓の古墳としては最大級の墳丘・石室を有し、筑波郡衙跡の平沢官衙遺跡を見下ろす位置に所在することから、筑波国造・筑波郡司と関係する古墳として注目される。なお、平将門の娘の瀧夜叉姫が隠れ住んだという伝説もある。
古墳域は1973年（昭和48年）に旧筑波町指定史跡（現在はつくば市指定史跡）に指定されている。

## 遺跡歴
- 1973年（昭和48年）12月12日、旧筑波町指定史跡に指定（現在はつくば市指定史跡）。
- 1976-1978年（昭和51-53年）、墳丘測量・石室実測調査（筑波大学考古学研究会、1982年に報告）[3]。

## 埋葬施設

石室俯瞰図

石室展開図

埋葬施設としては横穴式石室が構築されており、南方向に開口する。後室（玄室）・前室・羨道からなる複室構造の石室で、石室主軸と直交方向の後室に前室・羨道が接続し、全体の平面形としてはT字形をなす。石室の規模は次の通り。
- 石室全長：7.65メートル
- 後室（玄室）：長さ2.15メートル、幅5.45メートル
- 前室：長さ2.50メートル、幅2.10メートル
- 羨道：長さ3.00メートル、幅2.00メートル

石室の石材は雲母片岩（通称平沢石）の板石で、巨石を使用する。後室は、奥壁3枚・両側壁各1枚で構築され、袖石も左右各1枚による。天井石は左右1石ずつの2石とみられるが、東側の石は欠失する。また後室の東寄りには仕切り石を置く。前室・羨道は、両側壁を各3枚の板石と開口部付近の小型の積石により、その中央付近に前門を置いて区画する。前室前の前門は、逆L字状に加工された2石を中央で合わせる。また前門の前には、閉塞石と思われる板石1枚が遺存する。

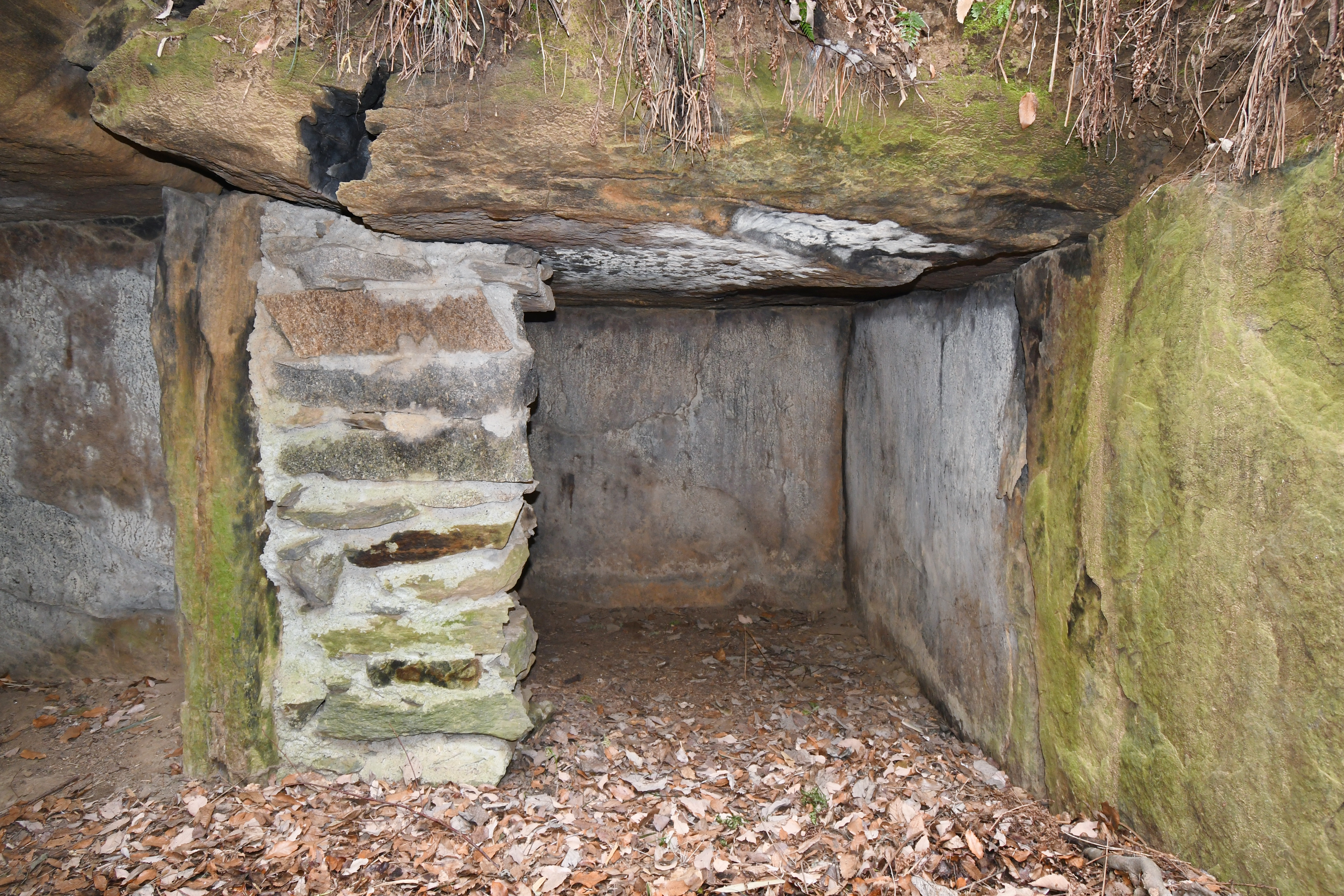
後室（西方向）
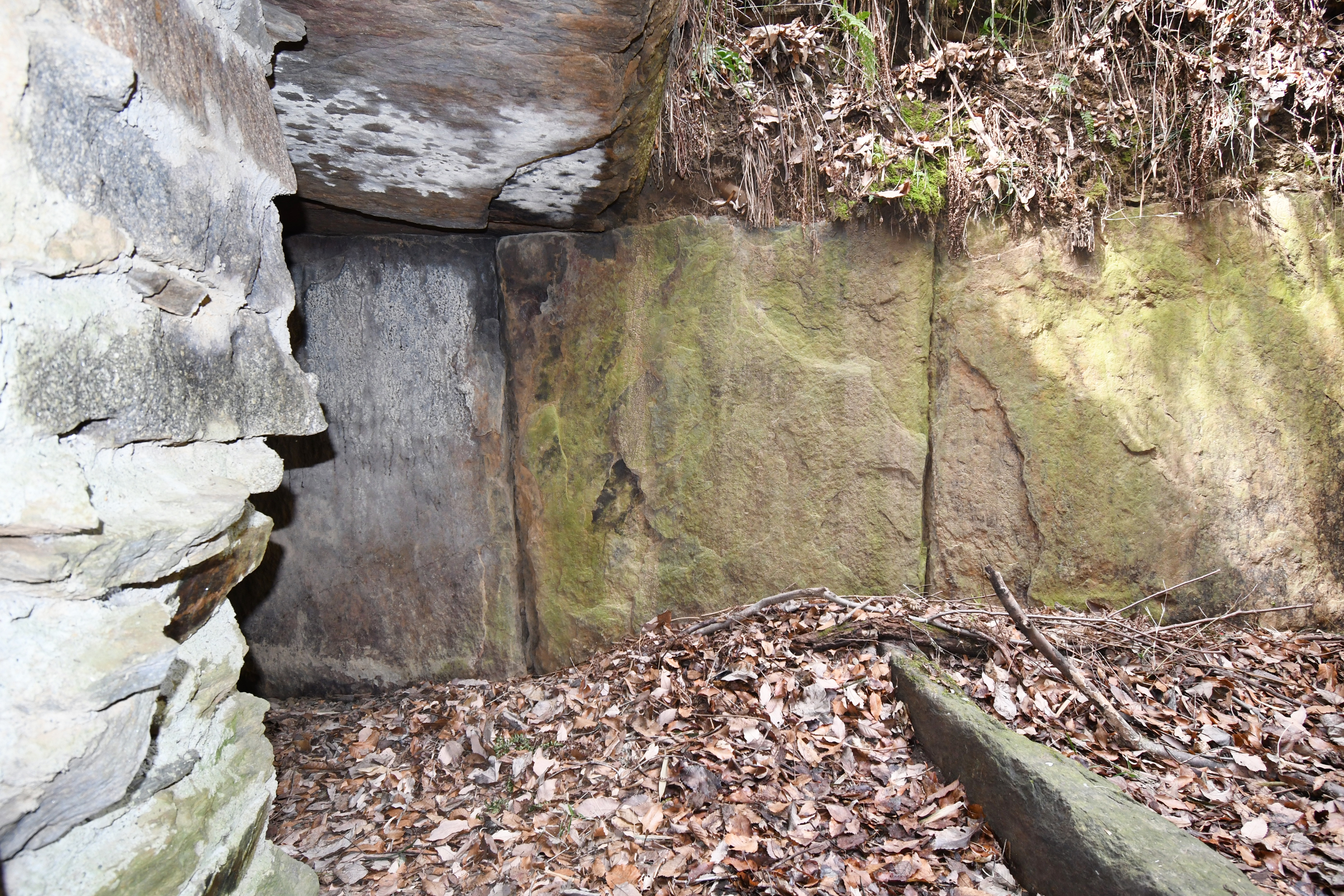
後室（奥壁方向）
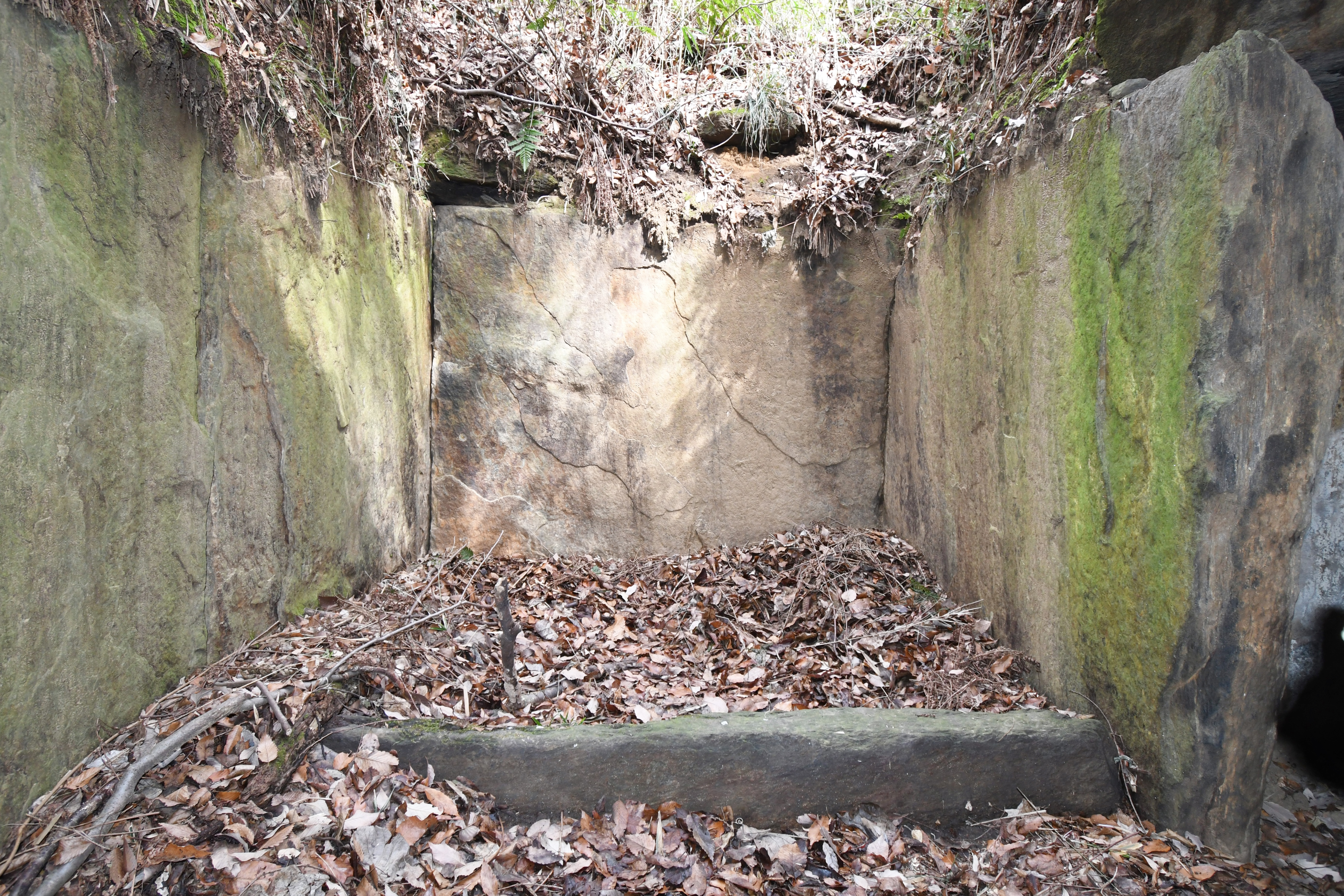
後室（東方向）
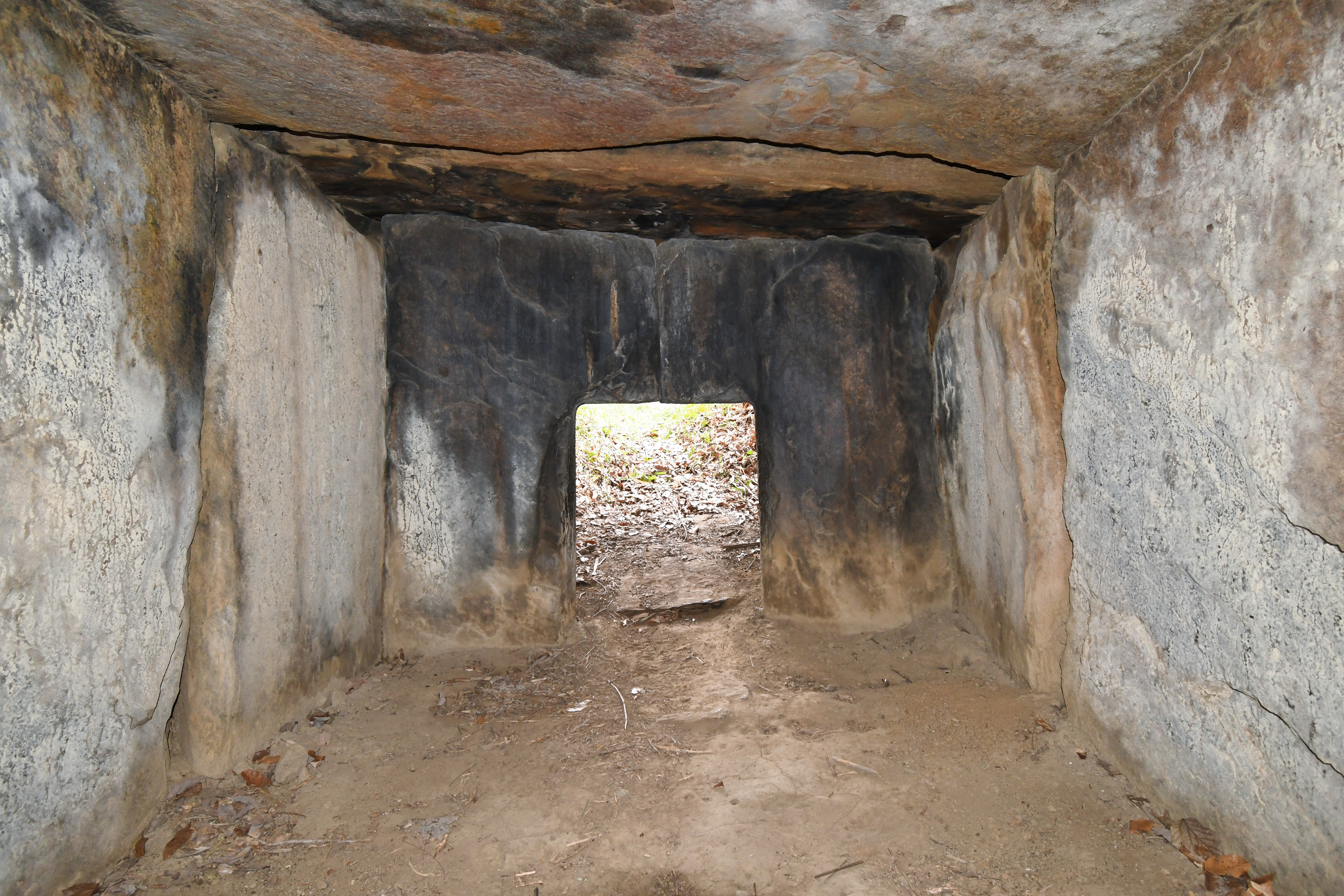
前室（開口部方向）
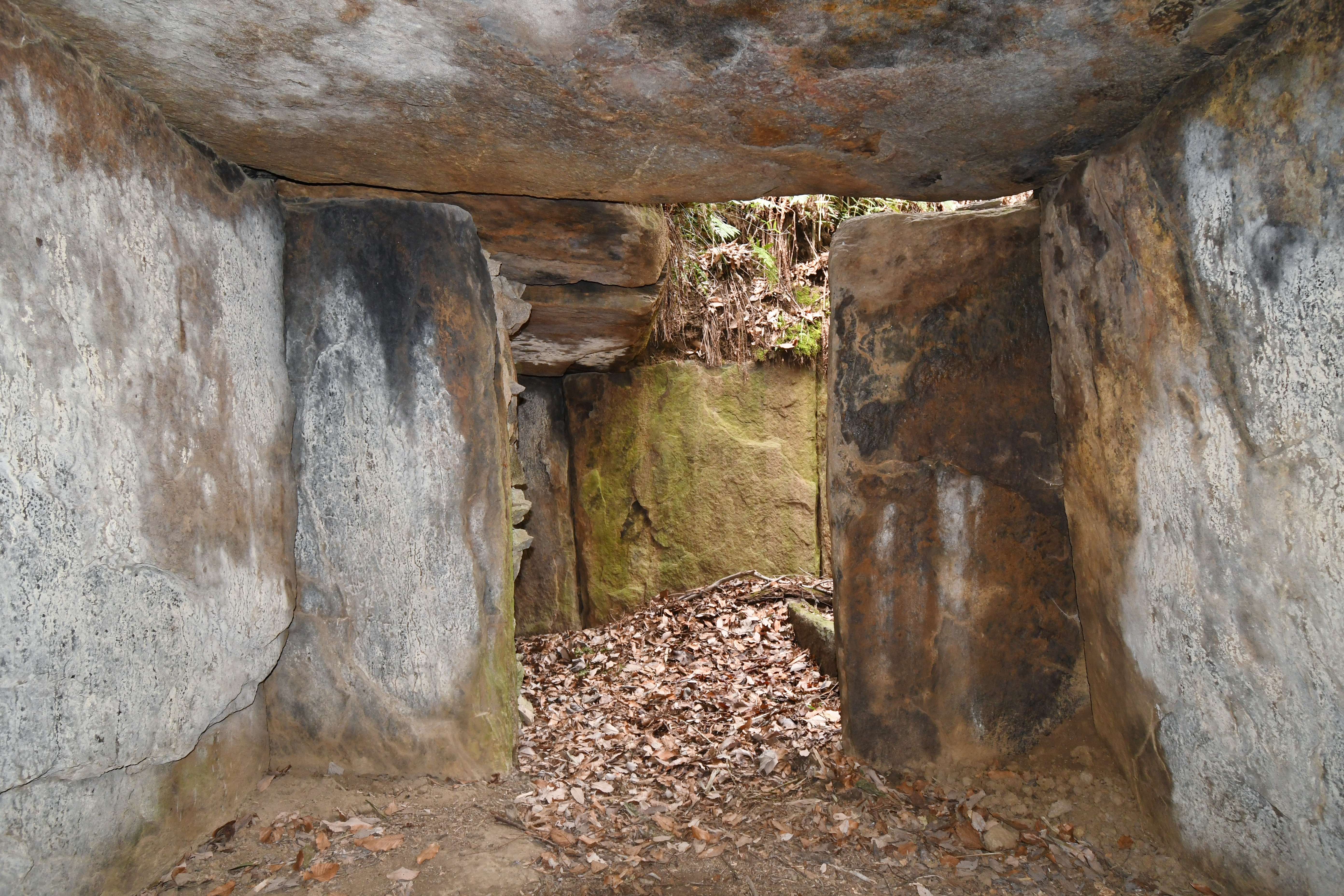
前室（玄室方向）
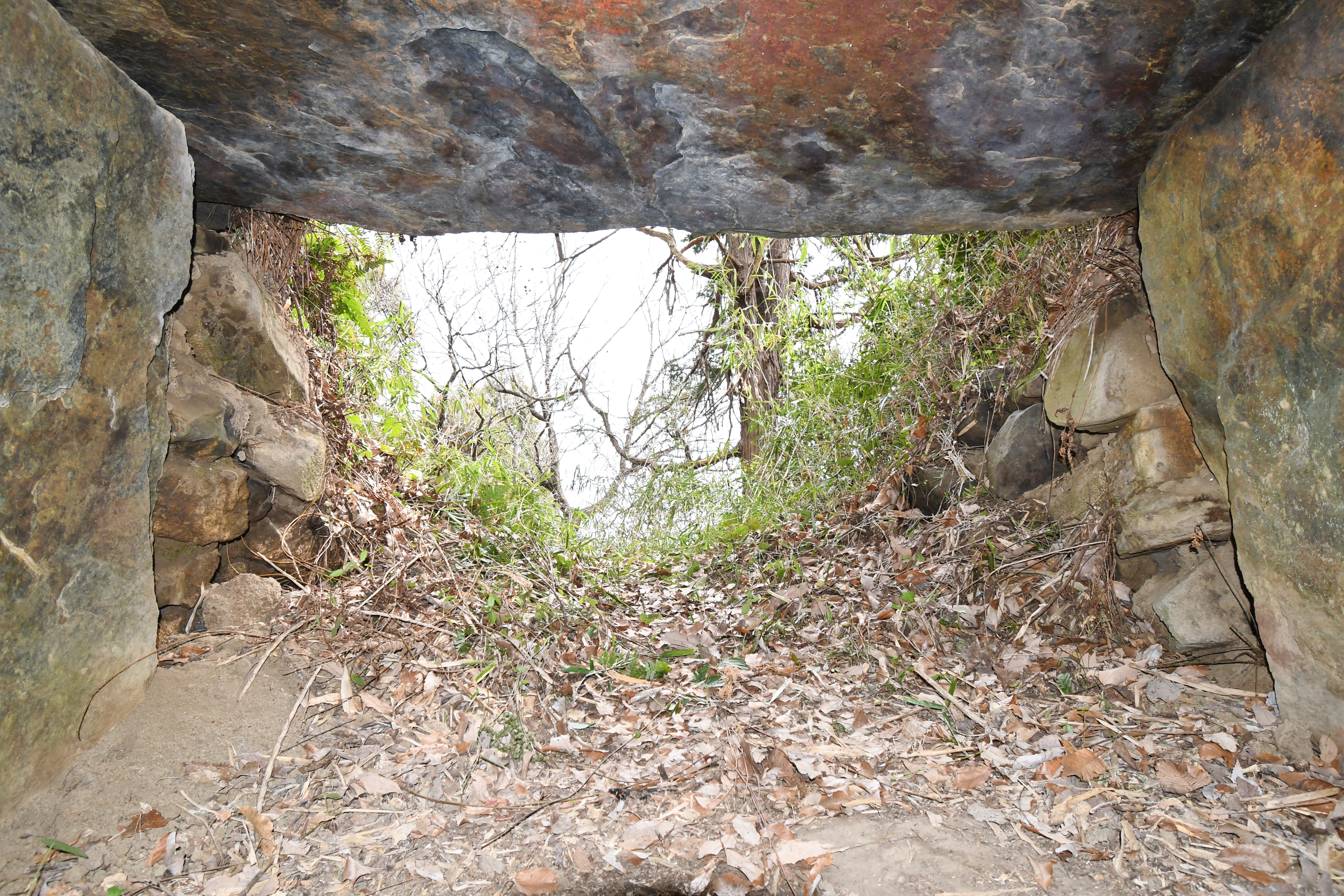
羨道（開口部方向）
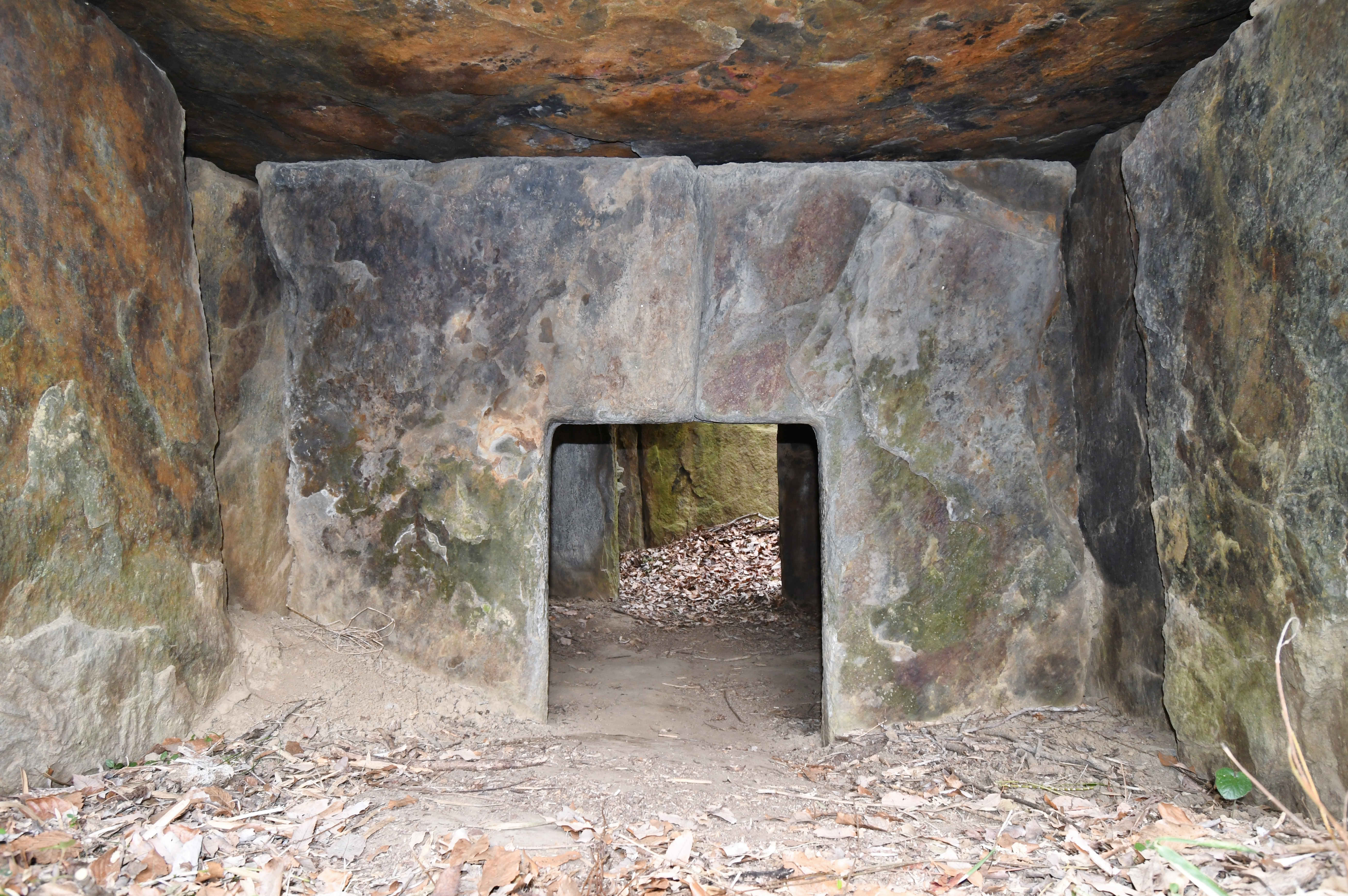
羨道（玄室方向）
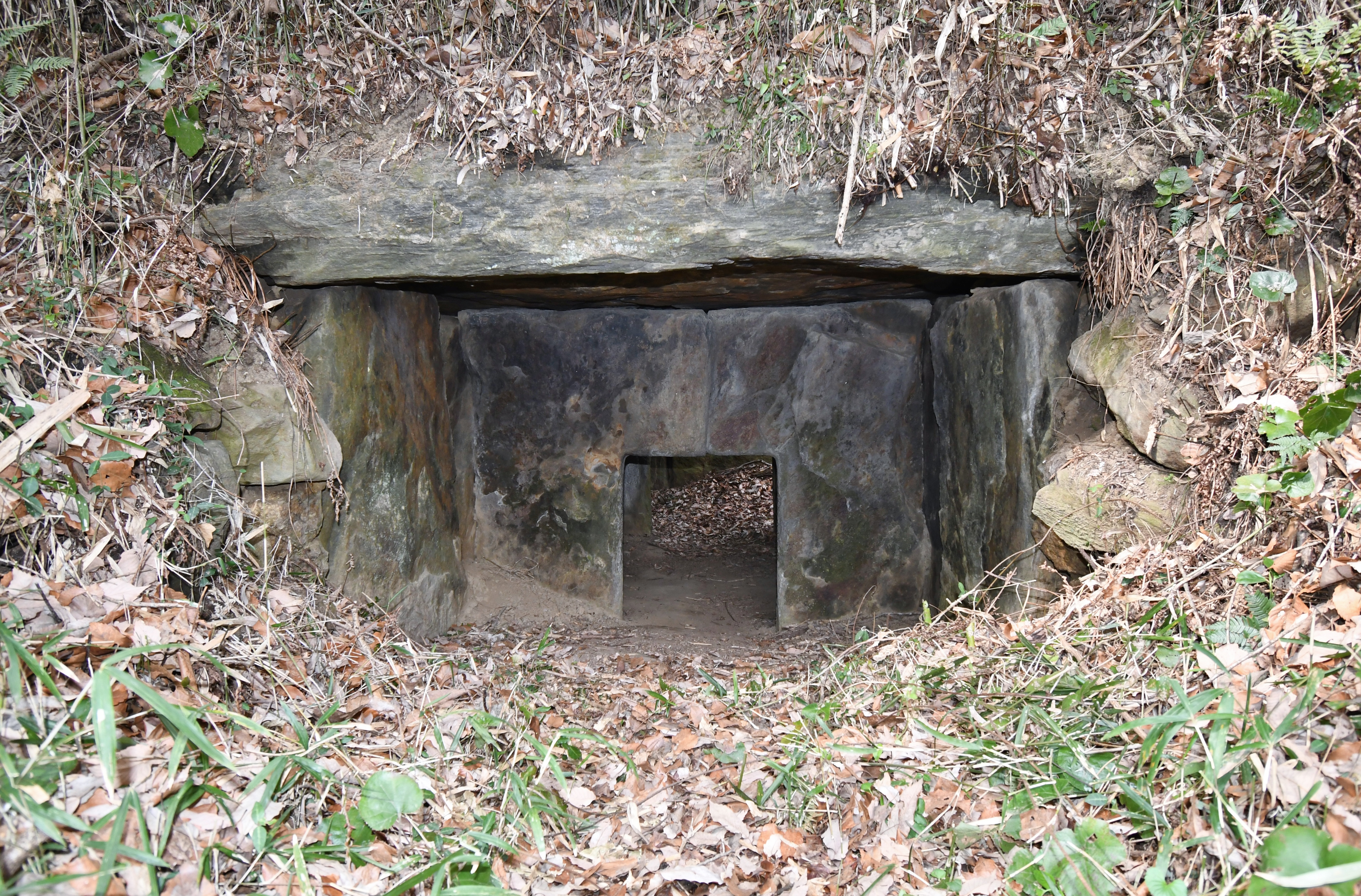
開口部

## 文化財

### つくば市指定文化財
- 史跡
  - 佐都ヶ岩屋古墳 - 1973年（昭和48年）12月12日指定。

## 関連文献
（記事執筆に使用していない関連文献）
- 『茨城県筑波郡筑波町 平沢・山口古墳群調査報告』筑波大学考古学研究会、1982年。